# Caterina Maderna
Caterina Maderna (auch Caterina Maderna-Lauter; * 1955; † 10. Oktober 2024) war eine deutsche Klassische Archäologin und Hochschullehrerin.

## Leben und Werdegang
Caterina Maderna, Tochter des italienischen Komponisten Bruno Maderna, studierte Klassische Archäologie, Alte Geschichte, Kunstgeschichte und Christliche Archäologie an den Universitäten Heidelberg und Göttingen. Im Jahr 1982 wurde sie in Heidelberg bei Tonio Hölscher mit einer Untersuchung zu idealisierten römischen Porträtstatuen promoviert. Im Anschluss war sie als wissenschaftliche Mitarbeiterin in Heidelberg tätig. Ab 1987 war sie zunächst wissenschaftliche Assistentin am Institut für Klassische Archäologie der Technischen Universität Darmstadt, anschließend wissenschaftliche Mitarbeiterin am Institut für Klassische Archäologie der Universität Frankfurt, dann am Liebieghaus in Frankfurt am Main. Im Jahr 2003 erfolgte ihre Habilitation im Fach „Klassische Archäologie“ an der Universität Mainz, an der sie im Anschluss als Privatdozentin tätig war. Ihre Habilitationsschrift beschäftigte sich mit den Giganten in der antiken Kunst.
Ab 2006 war sie wissenschaftliche Mitarbeiterin am Kunsthistorischen Institut der Technischen Universität Darmstadt. Von 2010 bis 2015 vertrat sie in Heidelberg die vakante Professur für Klassische Archäologie von Tonio Hölscher. Zum 1. März 2015 wurde sie mit dem Titel außerplanmäßige Professorin am Institut für Klassische Archäologie der Universität Heidelberg fest angestellt, 2022 trat sie in den Ruhestand.

## Wirken
Ihre Forschungsschwerpunkte legte Caterina Maderna auf die antike Skulptur, auf Politik und Religion in antiken Bildwerken Griechenlands und Roms sowie die Antikenrezeption vom 18. Jahrhundert bis zur Gegenwart, etwa im Werk Alighiero Boettis. Von Anbeginn war Caterina Maderna an Themen der Museologie interessiert, was sich in ihrer konzeptionellen und wissenschaftlichen Mitarbeit an teils bedeutenden Ausstellungen zeigte. Hervorgehoben seien ihre Beiträge für die Ausstellungen: Kaiser Augustus und die verlorene Republik im Martin-Gropius-Bau (Berlin 1988), Polyklet. Der Bildhauer der griechischen Klassik im Liebieghaus (Frankfurt am Main 1990/1991) und Ägypten – Griechenland – Rom. Abwehr und Berührung im Städelschen Kunstinstitut (Frankfurt am Main 2005/2006). Niederschlag fanden ihre Forschungen in wichtigen Beiträgen für die von Peter Cornelis Bol initiierten Publikationsprojekte zu den Antiken der Villa Albani in Rom und der Geschichte der antiken Bildhauerkunst, zudem in ihren Publikationen zu den Sammlungen in Schloss Erbach. Ihre in Druckvorbereitung befindliche Habilitationsschrift, deren Drucklegung Caterina Maderna aufgrund ihrer Erkrankung nicht mehr selbst zu Ende bringen konnte, wird in der Heidelberger Reihe Archäologie – Kultur – Theorie erscheinen.

## Veröffentlichungen (Auswahl)
- Iuppiter, Diomedes und Merkur als Vorbilder für römische Bildnisstatuen. Untersuchungen zum römischen statuarischen Idealporträt. Verlag Archäologie und Geschichte, Heidelberg 1988, ISBN 3-9801863-0-X (Dissertation).
- Die Plastik der spätarchaischen Zeit. In: Peter Cornelis Bol (Hrsg.): Geschichte der griechischen Bildhauerkunst I. Frühgriechische Plastik. Philipp von Zabern, Mainz 2003, S. 223–269.
- mit Peter Cornelis Bol, Gabriele Kaminski (Hrsg.): Fremdheit – Eigenheit. Ägypten, Griechenland und Rom. Austausch und Verständnis. Symposion des Liebieghauses, Frankfurt am Main vom 28.–30. November 2002 und 16.–19. Januar 2003 (= Städel Jahrbuch. Neue Folge. Band 19). Scheufele, Stuttgart 2004, ISBN 3-9809701-1-6.
- Die Plastik der letzten Jahrzehnte der Klassik. In: Peter Cornelis Bol (Hrsg.): Geschichte der griechischen Bildhauerkunst II. Klassische Plastik. Philipp von Zabern, Mainz 2004, S. 303–382.
- mit Brita von Götz-Mohr: Graf Franz I. zu Erbach-Erbach und seine Sammlungen im Schloss zu Erbach. Antike Marmorbildwerke, Rüstungen, Waffen und Geweihe. Ein Sammlungskunstwerk und seine kulturhistorische Bedeutung. Schnell & Steiner, Regensburg 2007, ISBN 978-3-7954-1998-1.
- Die römische Bildhauerkunst unter Caligula, Claudius und Nero. In: Peter Cornelis Bol (Hrsg.): Geschichte der antiken Bildhauerkunst. Band 4: Plastik der römischen Kaiserzeit bis zum Tode Kaiser Hadrians. Philipp von Zabern, Mainz 2010, S. 51–133.